# 4 април
4 април е 94-тият ден в годината според григорианския календар (95-и през високосна година). Остават 271 дни до края на годината.

## Събития
- 1581 г. – След околосветско плаване Франсис Дрейк е обявен в Лондон за рицар.
- 1818 г. – Конгресът на САЩ приема Националното знаме на САЩ, което има 13 бели и червени линии и по една звезда за всеки щат (20 звезди).
- 1818 г. – Силно земетресение нанася щети в София.
- 1850 г. – Лос Анджелис е учреден като град.
- 1877 г. – Русия и Румъния подписват конвенция за свободен преход на руските войски за започване на Руско-турската война от 1877 година.
- 1887 г. – В Аргония, щата Канзас, Сузана Салтер става първата в света жена, избрана за кмет.
- 1905 г. – Земетресение с магнитуд 8,7 бала по скалата на Рихтер разрушава напълно индийския град Кангри, загиват 370 хиляди жители.
- 1909 г. – В Порто Алегре е основан бразилския футболен клуб Спорт Клуб Интернасионал.
- 1918 г. – Първата световна война: С цената на 150 хил. жертви Германия успява да спечели втората битка при Сома и да придвижи фронта с 60 km на запад.
- 1923 г. – Цар Борис III утвърждава Закон за попълване на войската.
- 1945 г. – Втората световна война: Съветската армия освобождава Унгария.
- 1949 г.:
  - във Вашингтон е подписан договор за създаване на НАТО от 10 западноевропейски държави, САЩ и Канада;
  - в София е открита Биологическата конференция на БАН, с която започва разгромът на генетиката в България, през периода 1949 – 1965 г.
- 1960 г. – На 32-рата церемония по връчване на наградите Оскар, 11 статуетки са присъдени на филма Бен-Хур.
- 1968 г. – Борецът за права на цветнокожите в САЩ Мартин Лутър Кинг е убит в мотел в Мемфис (Тенеси).
- 1968 г. – Проект Аполо: НАСА изстрелва Аполо 6.
- 1972 г. – Съветският съюз отказва виза на секретаря на Шведската академия, който трябва да връчи Нобеловата награда за литература на Александър Солженицин.
- 1977 г. – Самолетът при полет 242 на „Саутърн Еъруейс“ катастрофира на щатския път „Джорджия 381 в Ню Хоуп“, окръг Полдинг, Джорджия и убива 63 души на борда и още 9 на земята.
- 1981 г. – Тодор Живков е избран за генерален секретар на ЦК на БКП, след като дотогава е бил първи секретар.
- 1983 г. – Космическата совалка Чалънджър прави първия си полет в космоса.
- 1984 г. – Президентът на САЩ Роналд Рейгън призовава за международна забрана за използване на химическо оръжие.
- 1990 г. – Печатният орган на БКП вестник Работническо дело се преименува на вестник Дума.
- 1991 г. – Основан е Атлантически клуб за България по инициатива на депутата от СДС Соломон Паси, който става негов председател.
- 1994 г. – Учредена е Netscape Communications Corporation под името „Mosaic Communications Corporation“.
- 2000 г. – Бившият български цар Симеон II пристига в България и обявява, че ще остане в страната.
- 2004 г. – Български автобус пада в 40-метров каньон на границата между Сърбия и Черна гора на гора в река Лим, при което загиват 12 деца от град Свищов.

## Родени
- 186 г. – Каракала, римски император († 217 г.)
- 1752 г. – Николо Дзингарели, италиански композитор († 1837 г.)
- 1818 г. – Майн Рид, британски писател († 1883 г.)
- 1843 г. – Ханс Рихтер, австро-унгарски композитор († 1916 г.)
- 1846 г. – Лотреамон, френски поет († 1870 г.)
- 1866 г. – Петър Абрашев, български юрист († 1930 г.)
- 1879 г. – Васил Попов, български анархист († 1927 г.)
- 1889 г. – Борис Грежов, български кинорежисьор, един от родоначалниците на игралното кино в България († 1968 г.)
- 1891 г. – Васил Миков, български археолог († 1970 г.)
- 1907 г. – Райна Стоянова, българска оперна певица († 1977 г.)
- 1907 г. – Юлиус Тинцман, немски писател († 1982 г.)
- 1911 г. – Георги Чолаков, деец на БРП (к) и партизанин († 1944 г.)
- 1914 г. – Маргьорит Дюрас, френска писателка († 1996 г.)
- 1915 г. – Мъди Уотърс, американски музикант († 1983 г.)
- 1919 г. – Веселин Ханчев, български поет и драматург († 1966 г.)
- 1920 г. – Ерик Ромер, френски кинорежисьор († 2010 г.)
- 1922 г. – Елмър Бърнстийн, американски композитор († 2004 г.)
- 1928 г. – Мая Анджелоу, американска писателка († 2014 г.)
- 1932 г. – Андрей Тарковски, руски режисьор и актьор († 1986 г.)
- 1932 г. – Антъни Пъркинс, американски актьор († 1992 г.)
- 1937 г. – Лайош Портиш, унгарски шахматист и гросмайстор
- 1939 г. – Светослав Пеев, български актьор († 2024 г.)
- 1944 г. – Роберт Шиндел, австрийски писател
- 1945 г. – Димитър Въндев, български математик († 2004 г.)
- 1946 г. – Росен Босев, български белетрист († 1988 г.)
- 1948 г. – Абдула Йоджалан, кюрдски политик, лидер на Кюрдската работническа партия
- 1948 г. – Дан Симънс, американски писател
- 1950 г. – Бистра Марчева, българска актриса
- 1952 г. – Гери Мур, британски китарист († 2011 г.)
- 1952 г. – Розмари Акерман, германска състезателка по висок скок
- 1952 г. – Станислав Даскалов, български дипломат
- 1957 г. – Аки Каурисмеки, финландски режисьор
- 1957 г. – Беси Аргираки, гръцка певица
- 1958 г. – Кристиан Данер, германски пилот от Формула 1
- 1960 г. – Хюго Уивинг, австралийски актьор
- 1965 г. – Робърт Дауни Джуниър, американски актьор
- 1969 г. – Христо Мутафчиев, български актьор
- 1976 г. – Джеймс Родей, американски актьор
- 1976 г. – Емерсон, бразилски футболист
- 1979 г. – Тиаго Силва, бразилско-български футболист
- 1979 г. – Хийт Леджър, американски актьор († 2008 г.)
- 1985 г. – Станислав Катранков, български футболист
- 1991 г. – Джейми Лин Спиърс, американска актриса

## Починали
- 636 г. – Исидор Севилски, отец на Църквата (* 560 г.)
- 896 г. – Формоза, римски папа (* 816 г.)
- 1292 г. – Папа Николай IV (* 1227 г.)
- 1305 г. – Жана I Наварска, съпруга на Филип IV (* 1271 г.)
- 1617 г. – Джон Непиър (Непер), шотландски математик (* 1550 г.)
- 1806 г. – Карло Гоци, италиански сатирик (* 1720 г.)
- 1817 г. – Андре Масена, френски маршал (* 1758 г.)
- 1841 г. – Уилям Харисън, 9-и президент на САЩ (* 1773 г.)
- 1899 г. – Иван Лимончев, български революционер (* 1864 г.)
- 1929 г. – Карл Бенц, германски изобретател (* 1844 г.)
- 1932 г. – Вилхелм Оствалд, германски химик, Нобелов лауреат през 1909 (* 1909 г.)
- 1953 г. – Карол II, крал на Румъния (* 1893 г.)
- 1968 г. – Мартин Лутър Кинг, американски активист, Нобелов лауреат през 1964 (* 1929 г.)
- 1979 г. – Зулфикар Али Бхуто, президент на Пакистан (* 1928 г.)
- 1984 г. – Борис Арабов, български артист (* 1925 г.)
- 1984 г. – Олег Антонов, съветски авиоконструктор (* 1906 г.)
- 1991 г. – Макс Фриш, швейцарски писател (* 1911 г.)
- 1992 г. – Самуел Решевски, американски шахматист (* 1911 г.)
- 2004 г. – Юлиян Манзаров, български футболист (* 1985 г.)
- 2004 г. – Стефан Попов (Замората), български плувец (* 1930 г.)
- 2011 г. – Скот Кълъмбъс, американски музикант (Manowar) (* 1956 г.)
- 2025 г. – Васил Банов, български актьор (* 1946 г.)

## Празници
- ООН – Световен ден в защита на пострадалите от мини
- Ден на психолозите в България (от 1995 г.)
- Сенегал – Ден на суверенитета (1960 г., национален празник)
- Лесото – Ден на героите
- Тайван и Хонконг – Ден на детето
- Ден на атлантическата солидарност в България
- Световен ден на бездомните животни